# موتور رسول‌بخش فتیح محمد
موتور رسول‌بخش فتیح محمد یک منطقهٔ مسکونی در ایران است که در دهستان جلگه چاه هاشم واقع شده‌است. موتور رسول‌بخش فتیح محمد ۲۲ نفر جمعیت دارد.